# Г'ю Денсі
Г'ю Денсі (англ. Hugh Dancy; нар. 19 червня 1975) року — британський актор та модель.

## Біографія
Народився 19 червня 1975 року в Сток-он-Тренті, Стаффордшир, Велика Британія в родині відомого британського філософа і вченого Джонатана Денсі. Мати Г'ю, Сара, за професією видавець. Також у Г'ю є брат і сестра. Брат Джек, працює в туристичній фірмі, а сестра Кейт, в організації Save the Children. Денсі закінчив Вінчестер-коледж і Санкт-Пітер-коледж Оксфордського університету. У 18 років він зіграв у п'єсі Шекспіра «Дванадцята ніч».
У 1999 році Г'ю Денсі знявся в ролі Денні, у якого був роман з Рейчел в другій серії британського серіалу Cold Feet.
У 2007 році у Денсі була головна роль капітана Денніса Стенхоупа в постановці «Journey's End» («Кінець подорожі») на Бродвеї (театр Belasco). Крім того, Г'ю зіграв роль Айдена у фільмі «Кров і шоколад» в 2007 році. А в 2009 році Г'ю Денсі зіграв роль Адама, чоловіка з синдромом Аспергера в незалежному фільмі «Адам». Він також з'явився в екранній адаптації роману «Дика грація» Наталі Робінс і Стівена М. Л. Аронсона.
З 2013 року знімається у телесеріалі «Ганнібал» у ролі Вілла Ґрема разом з Мадсом Міккельсеном та Лоуренсом Фішборном.

## Фільмографія

### Кіно
| Рік  | Українська назва                    | Оригінальна назва                | Роль                     | Примітки                                                    |
| ---- | ----------------------------------- | -------------------------------- | ------------------------ | ----------------------------------------------------------- |
| 2001 | Мушкетери                           | Young Blades                     | д'Артаньян               |                                                             |
| 2001 | Падіння «Чорного яструба»           | Black Hawk Down                  |                          |                                                             |
| 2001 | Інтимний словник                    | The Sleeping Dictionary          | Джон Траскотт            |                                                             |
| 2003 | Темп                                | Tempo                            | Джек                     |                                                             |
| 2004 | Зачарована Елла                     | Ella Enchanted                   | принц Чармонд            |                                                             |
| 2004 | Король Артур                        | King Arthur                      | Галахад                  |                                                             |
| 2005 | Відстрілюючи собак                  | Shooting Dogs                    | Джо Коннор               |                                                             |
| 2006 | Основний інстинкт 2: Жадання ризику | Basic Instinct 2: Risk Addiction | Адам Тауерс              |                                                             |
| 2006 | Кров і шоколад                      | Blood & Chocolate                | Ейден                    |                                                             |
| 2007 | Дика грація                         | Savage Grace                     |                          |                                                             |
| 2007 | Вечір                               | Evening                          | Бадді Уіттенборн         |                                                             |
| 2007 | Життя по Джейн Остін                | The Jane Austen Book Club        | Грігг                    |                                                             |
| 2009 | Адам                                | Adam                             | Адам                     | Nominated — Satellite Award for Best Actor – Motion Picture |
| 2009 | Зізнання шопоголіка                 | Confessions of a Shopaholic      | Люк Брендон              |                                                             |
| 2010 | Найдикіша мрія                      | The Wildest Dream                | Ендрю Ірвайн             | озвучування                                                 |
| 2010 | Тренер                              | Coach                            | Нік                      |                                                             |
| 2011 | Без істерики!                       | Hysteria                         | Доктор Мортімер Гранвіль |                                                             |
| 2011 | Марта, Марсі Мей, Марлен            | Martha Marcy May Marlene         | Тед                      | Nominated — Gotham Award for Best Ensemble Cast             |
| 2011 | Мій придуркуватий брат              | Our Idiot Brother                | Крістіан                 |                                                             |
| 2013 | Оз: Повернення в Смарагдове Місто   | Legends of Oz: Dorothy's Return  | Маршал Меллоу            | озвучування                                                 |
| 2013 | По                                  | Poe                              | Едгар Аллан По           | озвучування                                                 |
| 2019 | Пізній вечір                        | Late Night                       | Чарлі Фейн               |                                                             |
| 2021 | Абатство Даунтон 2                  | Downton Abbey: A New Era         | Джек Барбер              |                                                             |

### Телебачення
| Рік            | Українська назва                     | Оригінальна назва                     | Роль                   | Примітки                                     |
| -------------- | ------------------------------------ | ------------------------------------- | ---------------------- | -------------------------------------------- |
| 1998           | Нові пригоди Робін Гуда              | The New Adventures of Robin Hood      | Кайл                   | епізод "Orphans"                             |
| 1998           | Випробування і відплата              | Trial & Retribution                   | Роберт Беліні          | 2 епізоди                                    |
| 1999           | Холодні ступні                       | Cold Feet                             | Денні                  | 2 епізоди                                    |
| 1999           | Кавана                               | Kavanagh QC                           | Майкл Вудлі            | епізод "The More Loving One"                 |
| 1998–1999      | Зона небезпеки                       | Dangerfield                           |                        | 2 епізоди                                    |
| 2000           | Мисливці за старовиною               | Relic Hunter                          |                        | епізод "The Last Night"                      |
| 2000           | Пані Боварі                          | Madame Bovary                         | Леон                   | телефільм                                    |
| 2000           | Девід Копперфілд                     | David Copperfield                     | Девід Копперфілд       | телефільм                                    |
| 2002           | Даніель Деронда                      | Daniel Deronda                        | Даніель Деронда        | міні-серіал                                  |
| 2005           | Єлизавета I                          | Elizabeth I                           | Роберт Девере          | міні-серіал                                  |
| 2011           | Невиліковне Це                       | The Big C                             | Лі Феллон              | 8 епізодів                                   |
| 2013 - 2015    | Ганнібал                             | Hannibal                              | Вілл Ґрем              | 38 епізодів                                  |
| 2016 - 2018    | Шлях                                 | The Path                              | Кел Робертс            | 36 епізодів                                  |
| 2020           | Батьківщина                          | Homeland                              | Джон Забель            | 6 епізодів                                   |
| 2020           | Хороша боротьба                      | The Good Fight                        | Калеб Гарлін           | 4 епізоди                                    |
| 2022           | Ревіння                              | Roar                                  | Детектив Боббі Бронсон | епізод "The Woman Who Solved Her Own Murder" |
| 2022 - дотепер | Закон і порядок                      | Law & Order                           | Нолан Прайс            | 51 епізод (на даний момент)                  |
| 2024           | Ваш доброзичливий сусід Людина-павук | Your Friendly Neighborhood Spider-Man | Доктор Восьминіг       | озвучування (у виробництві)                  |